# التعرف لمذهب أهل التصوف
التعرف لمذهب أهل التصوف، كتاب في علم التصوف، من تأليف أبو بكر الكلاباذي المتوفى سنة 380 هـ، حيث يقول في مقدمته للكتاب: «فدعاني ذلك إلى أن رسمت في كتابي هذا وصف طريقتهم - أي الصوفية - وبيان نحلتهم وسيرتهم من القول في التوحيد والصفات وسائر ما يتصل به مما وقعت فيه الشبهة عند من لم يعرف مذاهبهم ولم يخدم مشايخهم. وكشفت بلسان العلم ما أمكن كشفه ووصفت بظاهر البيان ما صلح وصفه ليفهمه من يفهم إشاراتهم ويدركه من لم يدرك عباراتهم. وينتفي عنهم خرص المتخرصين وسوء تأويل الجاهلين ويكون بيانا لمن أراد سلوك طريقه مفتقرا إلى الله في بلوغ تحقيقه بعد أن تصفحت كتب الحذاق فيه، وتتبعت حكايات المتحققين له بعد العشرة لهم والسؤال عنهم».
يقول عبد الحليم محمود شيخ الأزهر عن الكتاب: «وإن من أخلد ما كتب عن التصوف والصوفية لكتاب التعرف لمذهب أهل التصوف للإمام العالم العارف تاج الإسلام أبي بكر محمد بن إسحاق البخاري الكلاباذي المتوفى سنة 380 هـ 990م. وهو من أقدم وأدق وأنقى وأصفى ما كتب عن هذا العلم ورجاله. كتبه العارف الكلاباذي في العصر الذهبي للتصوف في أوائل القرن الرابع للهجرة. القرن الذي بلغ فيه التصوف كماله العلمي والفني واستكمل فيه التصوف علومه ومناهجه وآدابه وسلوكه ومقاماته. وجاء كتاب الكلاباذي صورة كاملة لعصره الذهبي بل صورة للتصوف في أعلى ذراه وأنقى موارده وأهدى معارجه. والكتاب بعد هذا صورة ورسالة يقوم على منهج وغاية في دقة وأمانة وبراعة علمية وكفاءة فنية يزينه ويجليه أسلوب عبقري فيه إشراق ومرونة لا يعرف الحشو والتطرف ولا البهرج المتكلف بل يقصد إلى غايته بأرشق الكلمات وأحلاها وأعلاها في غير إسراف أو تطويل أو خروج عن الهدف والمنهج. ولهذا كان هذا الكتاب مع قله صفحاته موسوعة علمية صوفية كبرى يغني عن غيره من الموسوعات الكبرى، ولا يغني غيره عنه حتى قال علماء التصوف القدامى: "لولا التعرف لما عرف التصوف"».